# La Bouilladisse
La Bouilladisse ist eine französische Gemeinde mit 6447 Einwohnern (Stand 1. Januar 2022) im Département Bouches-du-Rhône in der Region Provence-Alpes-Côte d’Azur.

## Geografie
Die Gemeinde liegt 20 Kilometer von Aix-en-Provence und zwölf Kilometer von Aubagne entfernt. Nachbarorte sind Roquevaire (sechs Kilometer), La Destrousse (zwei Kilometer), Peypin (vier Kilometer), Cadolive (zehn Kilometer) und Auriol (vier Kilometer).

## Geschichte
Bei seiner Gründung war der Ort ein Ortsteil von Auriol und hatte zunächst den Namen La Bourine. 1783 wurde die erste Kirche eröffnet, die heutige Kirche stammt aus dem Jahr 1911. Am 6. Juli 1880 wurde die Gemeinde von Auriol gelöst. Seit dem 26. Mai 1909 heißt die Gemeinde La Bouilladisse.

## Kultur und Sehenswürdigkeiten
- Pfarrkirche Saint-Laurent
- Weiler Boyers drei Kilometer außerhalb des Ortszentrums
- Grotte du Tonneau

Die Grotte du Tonneau (auch Grotte de la Bourinne) liegt in 350 Metern Höhe am westlichen Ende des Regagnas-Gebirges. Sie wurde 1895 entdeckt und erhielt wegen ihrer Form den Namen Grotte du Tonneau. Im Inneren befindet sich ein etwa 20,0 Meter langer Gang mit einem etwa 8,0 Meter tiefen Loch am Ende. In ihm wurden altsteinzeitliche Feuersteine, Knochen, Speere und Töpferwaren gefunden.

## Verkehrsanbindung
Im Nachbarort La Destrousse befindet sich eine Auffahrt zur A52.
Die Straßenbahn Aubagne wird La Bouilladisse ab 2026 mit dem Bahnhof von Aubagne verbinden.

## Bevölkerungsentwicklung
| Jahr      | 1962 | 1968 | 1975 | 1982 | 1990 | 1999 | 2008 | 2016 | 2021 |
| Einwohner | 1715 | 1959 | 2231 | 3117 | 4115 | 4904 | 5743 | 6135 | 6341 |